# František Spurný
František Spurný (1. října 1927, Prostějov – 24. listopadu 2004) byl český historik, archivář a publicista.

## Životopis
Navštěvoval gymnasium v Prostějově, poté se rozhodl studovat ruštinu a historii na brněnské univerzitě, kde ale začal navštěvovat přednášky na oboru archivnictví, ihned po jeho otevření Jindřichem Šebánkem v roce 1947. V červnu 1950 ukončil studium státní závěrečnou zkouškou. Již o rok později, při svém prvním zaměstnání jako archivář v Janovicích u Rýmařova, získal titul doktora filozofie.
Ve svém prvním zaměstnání archiváře musel tehdejší krajský archiv v Janovicích u Rýmařova budovat prakticky od začátku, neboť při příchodu našel tamní zámek zcela prázdný, a jak sám uvádí: „našel zde pouze jedny parohy“. Po osmi letech v tomto archivu byl donucen z Janovic odejít, a to kvůli odmítnutí vstoupit do KSČ. A tak se v roce 1958 dostal do šumperského archivu, kde se stal záhy ředitelem. Zde na něj čekalo mnoho práce, protože jeho předchůdce propustili za zpronevěru a rozprodávání archiválií. Nedlouho po příchodu do Šumperka začal pracovat jako odpovědný redaktor ve sborníku Severní Morava, kde setrval až do roku 1969.
Spolupracoval také s měsíčníkem Kulturní život Šumperka, letopiseckou komisí, Socialistickou akademií a dalšími institucemi. V roce 1976 musel František Spurný opustit místo ředitele šumperského okresního archivu, z důvodu "spolupráce s nepohodlnými lidmi", a stal se obyčejným historikem pracujícím v šumperském muzeu. Po čtrnáctiletém působení v muzeu odešel do důchodu. I jako důchodce však pracoval v kanceláři Státního notářství.
František Spurný také zastával funkci odborného asistenta pro obory československé dějiny 1526–1780 a pomocné vědy historické na Slezské univerzitě v Opavě, která jej požádala o spolupráci nedlouho po svém založení v roce 1992. O rok později mu udělila Univerzita Palackého v Olomouci titul docenta československých dějin, ačkoli svou habilitační práci odevzdal již v roce 1970, v tehdejší době mu však byl tento titul odepřen. V Opavě působil celých sedm let do roku 1999.
František Spurný se také od roku 1989 angažoval v pobočce Moravskoslezské křesťanské akademie, která ho přivedla ke spolupráci s německou křesťanskou akademií Ackermann-Gemeinde. Podílel se rovněž na akcích, které proběhly mezi Šumperkem a jeho německým partnerským městem Bad Hersfeldem. Spolupodílel se rovněž na vytváření biografického slovníku vydaný Rakouskou akademií věd ve Vídni.

## Vybrané publikace
- SPURNÝ, František; CEKOTA, Vojtěch; KOUŘIL, Miloš. Šumperský farář a děkan Kryštof Alois Lautner, oběť čarodějnických inkvizičních procesů. Šumperk: Městský úřad Šumperk ; Římskokatolická farnost Šumperku, 2000. 64 s.
- SPURNÝ, František. Dějiny Rýmařovska III. díl od poloviny 16. století do Bílé hory. Český Těšín: Krajské nakladatelství v Ostravě, 1961. 193 s.
- SPURNÝ, František; DOHNAL, M.; FILIP, Zdeněk. K založení KSČ na severní Moravě. Ostrava: [s.n.], 1961. 119 s.